# Фридрих I фон Гозек
Фридрих I фон Гозек (на немски: Friedrich I von Goseck, † 1042) от род Бурхардинги е граф на Гозек, граф на Мерзебург и от 1038 г. пфалцграф на Саксония.
Той е по-малкият син на пфалцграф Бурхард I от Саксония († 1017) от фамилията Гозек и на Ода от Мерзебург († 1045), дъщеря и наследничка на пфалцграф Зигфрид II.  Баща му е братовчед на маркграф Дедо I фон Ветин.
След смъртта на по-големия му брат Зигфрид през 1038 г. той го наследява. По-малкият му брат Бруно († 1055) е от 1037 г. епископ на Минден.
През 1041 г. фамилията основава домашния манастир Гозек. Там се започва Гозекската хроника.

## Фамилия
Фридрих I се жени за Агнес фон Ваймар, вероятно дъщеря на Вилхелм II, граф на Ваймар и херцог на Тюрингия. Те имат децата:

- Дедо († 1056), 1043 – 1056 пфалцграф на Саксония, граф на Гозек, граф в Хасегау
- Фридрих II († 1088), 1056 – 1088 пфалцграф на Саксония, граф на Гозек, фогт на Херсфелд, ∞ за Хедвиг от Бавария
- Адалберт († 16 март 1072), от 1043 архиепископ на Хамбург-Бремен
- Хилария или Ода/Уда († 1088), ∞ граф Адалберт фон Зомершенбург